# Église Saint-Lazare de Macao
L'église Saint-Lazare est une des trois plus anciennes églises de Macao. Elle a été construite de 1557 à 1560. 
Le premier édifice à cet endroit fut la chapelle de Notre Dame de l'Espérance. Le lazaret établi ensuite par l'évêque de Macao, Belchior Carneiro Leitão, donna son nom à l'église qui fut construite plus tard. Le nom de Saint-Lazare fut donné à cette église car le misérable Lazare de l'évangile de Saint-Luc (Lc 16:20) est traditionnellement le protecteur des lépreux.
Lorsque le diocèse de Macao fut créé en 1576, l'église Saint-Lazare en était alors sa pro-cathédrale, mais en raison du développement de la ville, une nouvelle cathédrale fut construite en 1623. Même si elle a cessé d'être la cathédrale du diocèse, elle resta un centre important de l'évangélisation chrétienne, de nombreux catholiques chinois vivant dans ce quartier.
L'actuelle église Saint-Lazare fut construite, en pierre, en 1895. En 1956, la façade principale de style néoclassique et asymétrique surmonté d'un fronton a été enduite avec du « plâtre de Shanghai ». Sur la façade sont gravés 3 vertus  théologales : foi, espérance et charité. Au cours de l'année 1970 l'autel fut entièrement restauré, soutenu par 2 colonnes Salomoninques. L'intérieur de l'église est composé de deux nefs. Cette église possède une statue du saint protecteur des épidémies - Saint Roch - dont la fête est célébrée depuis plus de 200 ans le deuxième dimanche de juillet. Dans le cimetière, à l'entrée, est érigée la croix de l'espoir de la chapelle d'origine.
Elle est l'église de la paroisse de Saint-Lazare, l'une des 6 paroisses du diocèse de Macao. Cette paroisse, fondée en 1923, était destinée à servir une bonne partie de la communauté catholique chinoise de Macao, qui était déjà plus grande que la communauté catholique portugaise.